# Kenya Railways
Kenya Railways Corporation (KRC), auch Kenya Railways (KR), ist die staatliche Eisenbahngesellschaft von Kenia. Der staatseigene Betrieb wurde im Jahre 1977 gegründet. Von Ende 2006 bis Mitte 2017 wurde der Betrieb von dem Rift Valley Railways Consortium (RVRC) aus Südafrika sichergestellt.

## Geschichte
Die ursprünglich als Uganda Railway firmierende Gesellschaft wandelte sich nach dem Ersten Weltkrieg in die East African Railways and Harbours Corporation (EARC). Diese Gesellschaft führte den Geschäftsbetrieb der Eisenbahnen in Uganda, Kenia und Tanganjika bis zum Zusammenbruch der East African Community im Jahre 1977. KR wurde der Rechtsnachfolger der EARC auf kenianischem Gebiet.
Den Ausgangspunkt nahm sie unter dem Namen der OAEG im Jahre 1896. Der erste Schienenstrang wurde von Mombasa aus am 30. Mai 1896 gelegt. Dort begann die sogenannte Lunatic Line, am besten übersetzt als „die Albtraumstrecke“, deren Name sich aus einem satirischen Gedicht von Henry du Pré Labouchère herleitet, einem rebellischen britischen Abgeordneten, der den Eisenbahnbau als ein besonders gefährliches Unterfangen ansah.

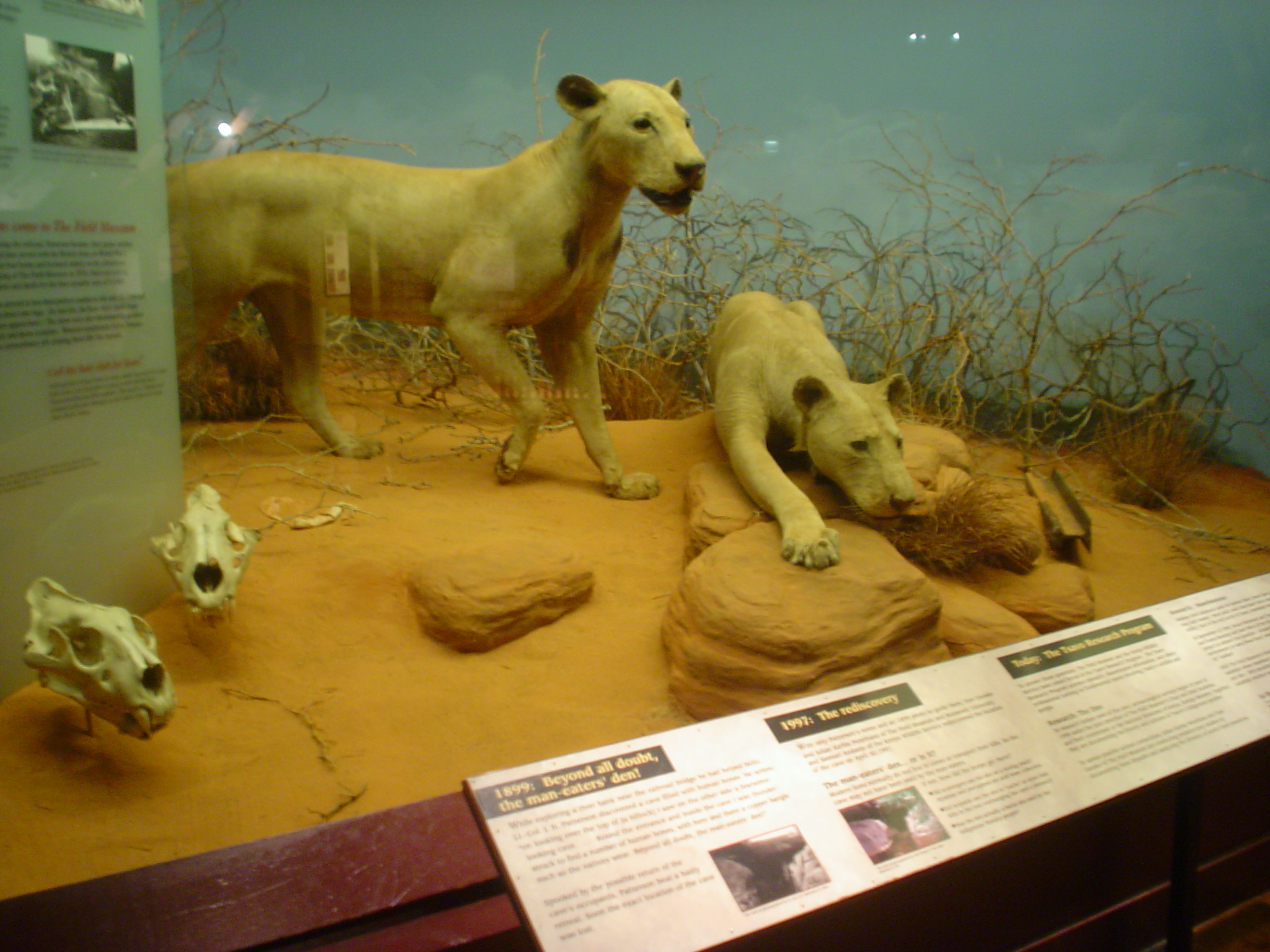
Präparierte Löwen von Tsavo im Field Museum of Natural History, Chicago

Der Streckenbau war sehr mühsam, weil zunächst eine wasserlose Halbwüste Taru Plain durchquert werden musste. 1898 erreichte die Strecke den Fluss Tsavo. Die erste Überquerung des Flusses geschah mit einer provisorischen Jochbrücke, die es erlaubte, mit dem Bau der Strecke fortzufahren und währenddessen den Bau der Steinbrücke zu vollenden. Den Bau dieser Brücke leitete Captain, später Lt. Colonel und Ingenieur John Henry Patterson. Der Bau dieser Brücke wurde von der Angriffslust einiger Löwen stark beeinträchtigt und sogar zum Erliegen gebracht. Eine genauere Beschreibung dieser Vorkommnisse s. Die Menschenfresser von Tsavo. Zwei der ausgestopften Löwen befinden sich heute im Field Museum in Chicago.
Es gab noch weitere Todesfälle durch Raubtiere: 1899 wurde der Straßenbauingenieur O’Hara von einem Löwen aus seinem Zelt in der Nähe von Voi gezogen und getötet. Ein Jahr später, am 6. Juni 1900 wurde an der Station Kima der Polizei-Superintendent Ryall im Schlaf von einem Löwen aus einem Zimmerfenster der Beobachtungsstation gezogen, getötet und in den Busch geschleppt. Zwei andere Männer in der Station konnten nur knapp entkommen.
Nach 500 Streckenkilometern erreichte die Linie die Athi-Hochebene und somit den Fuß der Kenya Highlands, eine Gegend mit morastigem Untergrund, der von den dort lebenden Massai Nyrobi genannt wurde. Hier wurde das Hauptdepot der Strecke eingerichtet. Die Führungskräfte und ihre Mitarbeiter wurden von Mombasa hierhin umgesiedelt. Dies bewirkte einen großen Zustrom von vor allem asiatischen Handwerkern, die ihre Fähigkeiten anboten. Zusätzlich entschied sich die Kolonialverwaltung, ihren Hauptsitz aus dem nahe gelegenen Machakos, einer Ansiedlung an der bereits bestehenden Eisenbahnstrecke, hierher zu verlegen. 1900 änderte sich die Schreibweise in Nairobi; eine neue Hauptstadt wurde geboren.
Halben Wegs zwischen Nairobi und dem Victoriasee befindet sich das Naturwunder Rift Valley, das eine vom Flussbett zum Hochland 450 m hohe Felsverwerfung aufweist. Um den Streckenbau zu beschleunigen, wurde das steilste Stück über 210 Höhenmeter und einen Winkel von 50 Grad mit Hilfe einer Seilbahn überwunden. Als Gegengewicht wurden Güterwaggons verwendet, die mit Gesteinsgeröll beladen waren. Teile dieses Gerölls sind heute noch zu sehen. So erreichte man schon die Talsohle, während die eigentliche Strecke noch gebaut wurde.
Die ursprüngliche Planung, die Hafenstadt Mombasa mit der Hauptstadt Ugandas, Kampala, zu verbinden, wurde von der britischen Regierung nur zögerlich nachgegangen, obwohl die Streckenprüfung bereits abgeschlossen war. Man suchte noch nach einer kostengünstigeren Lösung einer Verbindung. Deshalb wurde zunächst von Nakuru aus nur die kürzeste Verbindung zum Viktoriasee, nach Port Florence, gebaut. So erreichte man im Jahre 1901 die Nordostecke des Victoriasees in der dann in Kisumu umbenannten Stadt.
Der Weiterbau in Richtung Kampala wurde durch den Ersten Weltkrieg verzögert. Erst im Jahr 1931 erreichte man schließlich die Stadt.
Die bürgerkriegsähnlichen Unruhen 2007–2008 führten zu einem Beförderungsstopp zwischen Kenia und Uganda, da die Gleisanlagen zum Teil zerstört wurden.
Die KR wurde lange unter einem uneffizienten Management, einem aufgeblähten Personalbestand und zu lange defizitären Geschäftsfeldern betrieben. Daher gab es Pläne der Privatisierung und Revitalisierung ähnlich die der Tanzania Railways. Im Jahre 2005 gewann das Rift Valley Railways Consortium (RVRC) aus Südafrika die Konzessions-Ausschreibungen zum Betrieb der KR und Uganda Railways. RVRC sollte zum 1. August 2006 den Betrieb aufnehmen und größere Investitionen vornehmen, die auch mit einer Verringerung der Belegschaft verbunden gewesen wären. Am 28. Juli 2006 berichtete die Tageszeitung East African Standard, dass die Übernahme zum 1. November 2006 verschoben wäre. Die Übernahme des operativen Geschäfts fand dann schließlich im November statt und war auf 25 Jahre festgeschrieben. 2017 kündigte Kenya Railways den Vertrag mit RVRC wegen Ineffektivität und fehlender Zahlungen vorzeitig, so dass die KRC seither den Betrieb erneut wahrnimmt.

## Fahrbetrieb
Die KR ist – wie die Eisenbahnstrecken der Nachbarländer – in Meterspur gebaut. Der Grund liegt in der engen Verbindung, die die damaligen Kolonialherren, die Briten, zum Eisenbahnbau in Indien herstellten. So konnte bei der Konstruktion von Material und dem Austausch von Fachkräften der Betrieb leichter optimiert werden. Im Laufe der Zeit wurden zahlreiche Stichbahnen gebaut, beispielsweise die Abzweigung zum Magadisee (1915) und von Voi nach Moshi im heutigen Tansania (1924). Die Gesamtlänge des Netzes beträgt heute ca. 2778 km.
Ein Großteil des Schienensystems ist stark heruntergekommen und bedarf der Reparatur. Trotzdem wird die Stammstrecke Mombasa–Kisumu regelmäßig bedient. Im Fernverkehr fährt der Jambo Kenya Deluxe Express dreimal wöchentlich eine Nachtsprungverbindung zwischen Nairobi und Mombasa auf einer normalspurigen Strecke in rund fünf Stunden. Zwischen Nairobi und Kisumu verkehrt der Port Florence Express.
KR betreibt auch Fahrgastschiffe auf dem Victoriasee.

## Sonstiges
Seit ihrem Staatsbesuch in Kenia 1983 besaß Königin Elisabeth II. eine lebenslang gültige persönliche Netzkarte für die Kenya Railways.